# Secretary Island
Secretary Island ist eine Insel im Fiordland National Park im Südwesten Neuseelands. Die Insel hat einen annähernd dreieckigen Grundriss mit den Ecken Common Head (Ostspitze), Colonial Head (Nordspitze) und der unbenannten Westspitze. Sie wird durch den Doubtful Sound/Patea im Süden und den Te Awa-o-Tū / Thompson Sound im Norden, die sich am Common Head im Pendulo Reach treffen, vom Festland getrennt. Die Westküste grenzt an die Tasmansee.  Die steil ansteigende Insel erreicht eine Höhe von 1200 m bei einer Fläche von 81 km². Sie ist unbewohnt. Die nächstgelegene größere Insel ist Bauza Island im Süden.
Das Department of Conservation führt auf der Insel ein Projekt zur Ausrottung eingeschleppter Arten und zum Schutz auf der Insel heimischer Arten durch.
Das Fiordland-Erdbeben von 2003 hatte seinen Ursprung 10 km nordwestlich der Insel in der Tasmansee.